# ドクター・プリズナー
『ドクター・プリズナー』（英: Doctor Prisoner）は、2019年3月20日から5月15日まで放送された韓国・KBSのテレビドラマ。良心的な医師であったイジェは、大学病院で救急医として働いていたが、ある事件により全てを失う。３年後、彼は元凶となった標的が収監された刑務所に医療スタッフとして潜り込むが、塀の中は看守と囚人を膝下に敷く怪物が君臨していた。医療課長という刑務所の王の座を争いながら、復讐のため悪の道を進むイジェを描く医療サスペンスドラマ。日本では、KNTVやLaLaTVで放送された。最高視聴率は、17.2%。全16話。

## あらすじ
テガン大学病院で外科医のナ・イジェ(ナムグン・ミン)は、心優しく、患者を優先に考えており、周囲からも認められている。ある日、イジェが交通事故に巻き込まれた妊婦の緊急手術を実施している中、テガングループの御曹司(常務)のイ・ジェファン(パク・ウンソク)が妨害し、ジェファンが仕向けた妊婦の殺人容疑で、大学病院から追い出されてしまう。三年後、イジェは、復讐のために刑務所の医務官となる。さらに麻薬容疑で逮捕されたジェファンへの復讐の準備するものの、ソン・ミンシク(キム・ビョンチョル)と医務課長の座を巡って対立する。さらに自分を追いやったジェファンと対立するテガングループの本部長イ・ジェジュン(チェ・ウォニョン)を利用する。

## キャスト
- ナ・イジェ：ナムグン・ミン

優れた腕を持ち、どんな患者にも分け隔てなく接する外科医。
テガン大学病院・救急医学センターで働いていたが、ジェファンによって追い出されてしまう。
3年後、西ソウル刑務所に現れ、医療課長の座を狙う。
- ソン・ミンシク：キム・ビョンチョル

西ソウル刑務所で絶対的な権力を握る医療課長。
- ハン・ソグム：クォン・ナラ

テガン大学病院の精神科医。
- イ・ジェジュン：チェ・ウォニョン

テガングループ会長の長男。
- イ・ジェイン：イ・ダイン

ジェジュンの異母妹。テガン病院の法務チーム長。
- イ・ジェファン：パク・ウンソク

ジェジュンの異母弟。テガングループの常務。
- モ・イラ：チン・ヒギョン

テガングループ会長の後妻で、テガン病院の理事長。
- チョン・ウィシク：チャン・ヒョンソン

中央地検の刑事部長。

## スタッフ
- 脚本：パク・ケオク
- 演出：ファン・インヒョク、ソン・ミニョプ